# Euro Ice Hockey Challenge 2012/2013
Euro Ice Hockey Challenge 2012/2013 jest to cykl międzynarodowych turniejów organizowanych pod patronatem Międzynarodowej Federacji Hokeja na Lodzie. W tej edycji reprezentacje narodowe będą rywalizować w czterech turniejach EIHC. Reprezentacja Polski wystąpi w turnieju w Rumunii.

## EIHC Słowenia
Mecze turnieju EIHC Słowenia odbyły się w dniach od 8 do 10 listopada 2012 roku w stolicy, Ljublanie. W turnieju uczestniczyły reprezentacje czterech państw: Słowenii, Austrii, Francji i Włoch. Z kompletem zwycięstw turniej wygrała reprezentacja Słowenii.

### Wyniki
| 8 listopada 2012 | Austria | 0:2 | Francja | Lodowisko Tivoli, Ljulblana |

| Szczegóły      | Szczegóły | Szczegóły       | Szczegóły                                  | Szczegóły                                         |
| -------------- | --------- | --------------- | ------------------------------------------ | ------------------------------------------------- |
| Godzina: 15:30 |           | (0:1, 0:0, 0:1) | 16:09 (EQ) L. Tardif 59:24 (EQ) Y. Treille | Widzów: 406 Sędzia główny: ? Sędziowie liniowi: ? |
| Godzina: 15:30 | 8 min     |                 | 16 min                                     | Widzów: 406 Sędzia główny: ? Sędziowie liniowi: ? |

| 8 listopada 2012 | Słowenia | 4:0 | Włochy | Lodowisko Tivoli, Ljulblana |

| Szczegóły      | Szczegóły                                                                           | Szczegóły       | Szczegóły | Szczegóły                                          |
| -------------- | ----------------------------------------------------------------------------------- | --------------- | --------- | -------------------------------------------------- |
| Godzina: 19:15 | A. Kranjc (EQ) 05:45 Z. Jeglič (PP) 20:23 E. Pance (PP) 25:35 G. Kopitar (EQ) 46:15 | (1:0, 2:0, 1:0) |           | Widzów: 3700 Sędzia główny: ? Sędziowie liniowi: ? |
| Godzina: 19:15 | 4 min                                                                               |                 | 8 min     | Widzów: 3700 Sędzia główny: ? Sędziowie liniowi: ? |

| 9 listopada 2012 | Włochy | 2:6 | Austria | Lodowisko Tivoli, Ljulblana |

| Szczegóły      | Szczegóły                                   | Szczegóły       | Szczegóły | Szczegóły                                         |
| -------------- | ------------------------------------------- | --------------- | --- | ------------------------------------------------- |
| Godzina: 14:00 | L. Felicetti (EQ) 39:08 D. Tudin (EQ) 47:01 | (0:0, 1:2, 1:4) | 32:07 (EQ) M. Latusa 37:53 (PP) M. Trattnig 43:55 (PP) M. Raffl 51:18 (PP) T. Raffl 54:57 (EQ) M. Raffl 58:27 (PP) S. Ulmer | Widzów: 100 Sędzia główny: ? Sędziowie liniowi: ? |
| Godzina: 14:00 | 18 min                                      |                 | 6 min | Widzów: 100 Sędzia główny: ? Sędziowie liniowi: ? |

| 9 listopada 2012 | Słowenia | 3:1 | Francja | Lodowisko Tivoli, Ljulblana |

| Szczegóły      | Szczegóły                                                     | Szczegóły       | Szczegóły              | Szczegóły                                          |
| -------------- | ------------------------------------------------------------- | --------------- | ---------------------- | -------------------------------------------------- |
| Godzina: 17:30 | Ž. Pance (EQ) 10:07 Z. Jeglič (EQ) 57:42 A. Kranjc (SH) 58:52 | (1:0, 0:1, 2:0) | 32:35 (EQ) A. Manavian | Widzów: 3700 Sędzia główny: ? Sędziowie liniowi: ? |
| Godzina: 17:30 | 6 min                                                         |                 | 10 min                 | Widzów: 3700 Sędzia główny: ? Sędziowie liniowi: ? |

| 10 listopada 2012 | Francja | 6:3 | Włochy | Lodowisko Tivoli, Ljulblana |

| Szczegóły      | Szczegóły | Szczegóły       | Szczegóły                                                          | Szczegóły                                         |
| -------------- | --- | --------------- | ------------------------------------------------------------------ | ------------------------------------------------- |
| Godzina: 14:00 | M. Moisand (EQ) 02:31 S. Treille (EQ) 14:26 Y. Treille (EQ) 16:36 S. Treille (EQ) 17:04 D. Fleury (PP) 34:46 Y. Auvitu (EQ) 45:05 | (4:0, 1:1, 1:2) | 38:56 (PP) A. Egger 56:09 (PP) N. Di Casmirro 56:29 (EQ) A. Helfer | Widzów: 200 Sędzia główny: ? Sędziowie liniowi: ? |
| Godzina: 14:00 | 10 min |                 | 12 min                                                             | Widzów: 200 Sędzia główny: ? Sędziowie liniowi: ? |

| 10 listopada 2012 | Słowenia | 6:3 | Austria | Lodowisko Tivoli, Ljulblana |

| Szczegóły      | Szczegóły | Szczegóły       | Szczegóły                                                       | Szczegóły                                          |
| -------------- | --- | --------------- | --------------------------------------------------------------- | -------------------------------------------------- |
| Godzina: 17:30 | Z. Jeglič (PP) 06:26 J. Muršak (PP) 24:49 A. Kopitar (PP) 30:11 A. Kranjc (PP) 47:20 M. Rodman (EQ) 52:48 J. Urbas (EV) 58:35 | (1:0, 2:1, 3:2) | 29:16 (EQ) M. Schlacher 50:09 (EQ) M. Raffl 54:09 (EQ) M. Geier | Widzów: 5000 Sędzia główny: ? Sędziowie liniowi: ? |
| Godzina: 17:30 | 10 min |                 | 14 min                                                          | Widzów: 5000 Sędzia główny: ? Sędziowie liniowi: ? |

| Lp. | Zespół   | M | Pkt | W | WpD | PpD | P | G + | G - | +/- |
| --- | -------- | - | --- | - | --- | --- | - | --- | --- | --- |
| 1   | Słowenia | 3 | 9   | 3 | 0   | 0   | 0 | 13  | 4   | +9  |
| 2   | Francja  | 3 | 6   | 2 | 0   | 0   | 1 | 9   | 6   | +3  |
| 3   | Austria  | 3 | 3   | 1 | 0   | 0   | 2 | 9   | 10  | -1  |
| 4   | Włochy   | 3 | 0   | 0 | 0   | 0   | 3 | 5   | 16  | -11 |

Lp. = lokata, M = liczba rozegranych spotkań, Pkt = Liczba zdobytych punktów, W = Wygrane, WpD = Wygrane po dogrywce lub karnych, PpD = Porażki po dogrywce lub karnych, P = Porażki, G+ = Gole strzelone, G- = Gole stracone, +/- = bilans bramek

## EIHC Francja
Mecze turnieju EIHC Francja odbyły się w dniach od 13 do 15 grudnia 2012 roku w Lyon. W turnieju uczestniczyły reprezentacje czterech państw: Francji, Słowenii, Danii i Łotwy. Turniej wygrała reprezentacja Danii.

### Wyniki
| 13 grudnia 2012 | Łotwa | 2:3 pk | Dania | Patinoire Charlemagne, Lyon |

| Szczegóły      | Szczegóły                                    | Szczegóły                       | Szczegóły                                                      | Szczegóły                                                                         |
| -------------- | -------------------------------------------- | ------------------------------- | -------------------------------------------------------------- | --------------------------------------------------------------------------------- |
| Godzina: 15:00 | R. Jekimovs (PP) 27:52 V. Pavlovs (EQ) 44:58 | (0:1, 1:0, 1:1, d. 0:0, k. 0:1) | 19:32 (EQ) L. Lassen 50:19 (EQ) L. Lassen 60:00 (PS) N. Jensen | Widzów: 515 Sędzia główny: Jimmy Bergamelli Sędziowie liniowi: Alexandre Bourreau |
| Godzina: 15:00 | ? min kar                                    |                                 | ? min kar                                                      | Widzów: 515 Sędzia główny: Jimmy Bergamelli Sędziowie liniowi: Alexandre Bourreau |

| 13 grudnia 2012 | Francja | 6:1 | Słowenia | Patinoire Charlemagne, Lyon |

| Szczegóły      | Szczegóły | Szczegóły       | Szczegóły            | Szczegóły                                                                      |
| -------------- | --- | --------------- | -------------------- | ------------------------------------------------------------------------------ |
| Godzina: 20:00 | A. Guttig (EQ) 06:22 D. Fleury (EQ) 29:50 L. Meunier (EQ) 35:16 B. Henderson (EQ) 35:48 D. Fleury (EQ) 46:38 S. Treille (EQ) 58:30 | (1:1, 3:0, 2:0) | 08:29 (EQ) Ž. Pavlin | Widzów: 2821 Sędzia główny: Damien Bliek Sędziowie liniowi: Alexandre Hauchard |
| Godzina: 20:00 | ? min kar |                 | ? min kar            | Widzów: 2821 Sędzia główny: Damien Bliek Sędziowie liniowi: Alexandre Hauchard |

| 14 grudnia 2012 | Dania | 2:1 pk | Słowenia | Patinoire Charlemagne, Lyon |

| Szczegóły      | Szczegóły                                 | Szczegóły                       | Szczegóły              | Szczegóły                                                                         |
| -------------- | ----------------------------------------- | ------------------------------- | ---------------------- | --------------------------------------------------------------------------------- |
| Godzina: 15:00 | S. Lassen (EQ) 07:46 M. Madsen (PS) 65:00 | (1:0, 0:1, 0:0, d. 0:0, k. 1:0) | 29:54 (PP2) B. Gregorc | Widzów: 312 Sędzia główny: Jimmy Bergamelli Sędziowie liniowi: Alexandre Hauchard |
| Godzina: 15:00 | ? min kar                                 |                                 | ? min kar              | Widzów: 312 Sędzia główny: Jimmy Bergamelli Sędziowie liniowi: Alexandre Hauchard |

| 14 grudnia 2012 | Francja | 7:4 | Łotwa | Patinoire Charlemagne, Lyon |

| Szczegóły      | Szczegóły | Szczegóły       | Szczegóły                                                                          | Szczegóły                                                                        |
| -------------- | --- | --------------- | ---------------------------------------------------------------------------------- | -------------------------------------------------------------------------------- |
| Godzina: 20:30 | N. Ritz (EQ) 08:55 Y. Treille (EQ) 23:35 D. Raux (EQ) 29:03 Y. Treille (EQ) 30:35 V. Bachet (EQ) 30:52 J. Desrosiers (PP) 40:37 Y. Treille (PP) 58:00 | (1:2, 4:0, 2:2) | 03:21 (EQ) G. Meija 03:43 (EQ) B. Elvijs 48:58 (EQ) K. Sotnieks 59:59 (EQ) M. Jass | Widzów: 3058 Sędzia główny: Alexandre Bourreau Sędziowie liniowi: Jérémy Rauline |
| Godzina: 20:30 | ? min kar |                 | ? min kar                                                                          | Widzów: 3058 Sędzia główny: Alexandre Bourreau Sędziowie liniowi: Jérémy Rauline |

| 15 grudnia 2012 | Łotwa | 4:3 pd | Słowenia | Patinoire Charlemagne, Lyon |

| Szczegóły      | Szczegóły                                                                                    | Szczegóły               | Szczegóły                                                       | Szczegóły                                                                   |
| -------------- | -------------------------------------------------------------------------------------------- | ----------------------- | --------------------------------------------------------------- | --------------------------------------------------------------------------- |
| Godzina: 15:00 | G. Skvorcovs (EQ) 06:35 K. Sotnieks (EQ) 16:39 L. Bajaruns (PP) 31:06 M. Indrašis (PP) 61:33 | (2:1, 1:1, 0:1, d. 1:0) | 16:32 (PP) A. Tavželj 34:05 (PP) Ž. Pavlin 59:27 (PP) Z. Jeglič | Widzów: 582 Sędzia główny: Jimmy Bergamelli Sędziowie liniowi: Damien Bliek |
| Godzina: 15:00 | ? min kar                                                                                    |                         | ? min kar                                                       | Widzów: 582 Sędzia główny: Jimmy Bergamelli Sędziowie liniowi: Damien Bliek |

| 15 grudnia 2012 | Francja | 1:3 | Dania | Patinoire Charlemagne, Lyon |

| Szczegóły      | Szczegóły             | Szczegóły       | Szczegóły                                                        | Szczegóły                                                                        |
| -------------- | --------------------- | --------------- | ---------------------------------------------------------------- | -------------------------------------------------------------------------------- |
| Godzina: 20:30 | S. Treille (EQ) 43:23 | (0:0, 0:0, 1:3) | 44:30 (EQ) J. Jakobsen 58:23 (EQ) N. Jensen 59:34 (EN) N. Jensen | Widzów: 3474 Sędzia główny: Alexandre Bourreau Sędziowie liniowi: Jérémy Rauline |
| Godzina: 20:30 | ? min kar             |                 | ? min kar                                                        | Widzów: 3474 Sędzia główny: Alexandre Bourreau Sędziowie liniowi: Jérémy Rauline |

| Lp. | Zespół   | M | Pkt | W | WpD | PpD | P | G + | G - | +/- |
| --- | -------- | - | --- | - | --- | --- | - | --- | --- | --- |
| 1   | Dania    | 3 | 7   | 1 | 2   | 0   | 0 | 8   | 4   | +4  |
| 2   | Francja  | 3 | 6   | 2 | 0   | 0   | 1 | 14  | 8   | +6  |
| 3   | Łotwa    | 3 | 3   | 0 | 1   | 1   | 1 | 10  | 13  | -3  |
| 4   | Słowenia | 3 | 2   | 0 | 0   | 2   | 1 | 5   | 12  | -7  |

Lp. = lokata, M = liczba rozegranych spotkań, Pkt = Liczba zdobytych punktów, W = Wygrane, WpD = Wygrane po dogrywce lub karnych, PpD = Porażki po dogrywce lub karnych, P = Porażki, G+ = Gole strzelone, G- = Gole stracone, +/- = bilans bramek

## EIHC Rumunia
Mecze turnieju EIHC Rumunia odbyły się w dniach od 13 do 15 grudnia 2012 roku w mieście Miercurea-Ciuc w Rumunii. W turnieju uczestniczyły reprezentacje czterech państw: Rumunii, Polski, Kazachstanu i Ukrainy. Zwyciężyła reprezentacja Ukrainy.

### Wyniki
| 13 grudnia 2012 | Kazachstan | 3:2 pd | Polska | Vakar Lajos, Miercurea-Ciuc |

| Szczegóły      | Szczegóły                                                           | Szczegóły               | Szczegóły                                         | Szczegóły |
| -------------- | ------------------------------------------------------------------- | ----------------------- | ------------------------------------------------- | --- |
| Godzina: 15:00 | J. Fadiejew (PP) 13:22 K. Sawienkow (EQ) 36:22 R. Tesluk (EQ) 61:39 | (1:0, 1:1, 0:1, d. 1:0) | 39:52 (EQ) M. Strzyżowski 43:10 (PP2) A. Bagiński | Widzów: 200 Sędzia główny: Csomortani Zsolt Maciej Pachucki Sędziowie liniowi: Levente Keresztes Eva T. Laday |
| Godzina: 15:00 | 14 min kar                                                          |                         | 10 min kar                                        | Widzów: 200 Sędzia główny: Csomortani Zsolt Maciej Pachucki Sędziowie liniowi: Levente Keresztes Eva T. Laday |

| 13 grudnia 2012 | Ukraina | 3:0 | Rumunia | Vakar Lajos, Miercurea-Ciuc |

| Szczegóły      | Szczegóły                                                             | Szczegóły       | Szczegóły  | Szczegóły                                                                |
| -------------- | --------------------------------------------------------------------- | --------------- | ---------- | ------------------------------------------------------------------------ |
| Godzina: 18:30 | P. Borysenko (PS) 20:17 A. Bondarew (EQ) 41:02 O. Torianyk (EQ) 46:53 | (0:0, 1:0, 2:0) |            | Widzów: 300 Sędzia główny: Lehel Gergely Sędziowie liniowi: Mathe Istvan |
| Godzina: 18:30 | 6 min kar                                                             |                 | 12 min kar | Widzów: 300 Sędzia główny: Lehel Gergely Sędziowie liniowi: Mathe Istvan |

| 14 grudnia 2012 | Kazachstan | 1:2 | Ukraina | Vakar Lajos, Miercurea-Ciuc |

| Szczegóły      | Szczegóły               | Szczegóły       | Szczegóły                                       | Szczegóły                                                                |
| -------------- | ----------------------- | --------------- | ----------------------------------------------- | ------------------------------------------------------------------------ |
| Godzina: 15:30 | M. Chudiakow (EQ) 34:52 | (0:0, 1:1, 0:1) | 30:13 (EQ) O. Torianyk 57:14 (EQ) M. Kwitczenko | Widzów: 200 Sędzia główny: Lehel Gergely Sędziowie liniowi: Mathe Istvan |
| Godzina: 15:30 | 37 min kar              |                 | 12 min kar                                      | Widzów: 200 Sędzia główny: Lehel Gergely Sędziowie liniowi: Mathe Istvan |

| 14 grudnia 2012 | Rumunia | 2:7 | Polska | Vakar Lajos, Miercurea-Ciuc |

| Szczegóły      | Szczegóły                                  | Szczegóły       | Szczegóły | Szczegóły                                                                                                |
| -------------- | ------------------------------------------ | --------------- | --- | --- |
| Godzina: 18:30 | S. Szocs (EQ) 00:24 E. Moldovan (PP) 33:26 | (1:1, 1:2, 0:4) | 04:37 (EQ) A. Bagiński 35:00 (PP) T. Malasiński 39:59 (EQ) P. Noworyta 44:51 (EQ) K. Dziubiński 45:34 (EQ) M. Kolusz 54:02 (EQ) M. Strzyżowski 55:50 (4/4) D. Gruszka | Widzów: 300 Sędzia główny: Maciej Pachucki Csomortani Zsolt Sędziowie liniowi: Csata Attila Redai Botond |
| Godzina: 18:30 | 6 min kar                                  |                 | 14 min kar | Widzów: 300 Sędzia główny: Maciej Pachucki Csomortani Zsolt Sędziowie liniowi: Csata Attila Redai Botond |

| 15 grudnia 2012 | Polska | 3:2 pd | Ukraina | Vakar Lajos, Miercurea-Ciuc |

| Szczegóły      | Szczegóły                                                          | Szczegóły               | Szczegóły                                       | Szczegóły                                                                                    |
| -------------- | ------------------------------------------------------------------ | ----------------------- | ----------------------------------------------- | -------------------------------------------------------------------------------------------- |
| Godzina: 15:00 | T. Malasiński (SH) 43:54 M. Kolusz (EQ) 51:19 K. Zapała (PP) 63:20 | (0:0, 0:0, 2:2, d. 1:0) | 54:47 (PP) W. Połonycki 59:24 (PP2) A. Gnidenko | Widzów: 100 Sędzia główny: Maciej Pachucki Sędziowie liniowi: Levente Keresztes Redai Botond |
| Godzina: 15:00 | 36 min kar                                                         |                         | 16 min kar                                      | Widzów: 100 Sędzia główny: Maciej Pachucki Sędziowie liniowi: Levente Keresztes Redai Botond |

| 15 grudnia 2012 | Rumunia | 1:7 | Kazachstan | Vakar Lajos, Miercurea-Ciuc |

| Szczegóły      | Szczegóły             | Szczegóły       | Szczegóły | Szczegóły                                                                                 |
| -------------- | --------------------- | --------------- | --- | ----------------------------------------------------------------------------------------- |
| Godzina: 18:30 | A. Zsombor (EQ) 20:43 | (0:3, 1:3, 0:1) | 05:24 (EQ) J. Rymariew 08:55 (EQ) K. Puszkariow 17:04 (EQ) K. Romanow 27:16 (EQ) K. Sawienkow 37:13 (PP) K. Sawienkow 39:18 (EQ) A. Szyn 49:29 (EQ) J. Popowicz | Widzów: 100 Sędzia główny: Lehel Gergely Sędziowie liniowi: Csomortani Zsolt Mathe Istvan |
| Godzina: 18:30 | 10 min kar            |                 | 6 min kar | Widzów: 100 Sędzia główny: Lehel Gergely Sędziowie liniowi: Csomortani Zsolt Mathe Istvan |

| Lp. | Zespół     | M | Pkt | W | WpD | PpD | P | G + | G - | +/- |
| --- | ---------- | - | --- | - | --- | --- | - | --- | --- | --- |
| 1   | Ukraina    | 3 | 7   | 2 | 0   | 1   | 0 | 7   | 4   | +3  |
| 2   | Polska     | 3 | 6   | 1 | 1   | 1   | 0 | 12  | 7   | +5  |
| 3   | Kazachstan | 3 | 5   | 1 | 1   | 0   | 1 | 11  | 5   | +6  |
| 4   | Rumunia    | 3 | 0   | 0 | 0   | 0   | 3 | 3   | 17  | -14 |

Lp. = lokata, M = liczba rozegranych spotkań, Pkt = Liczba zdobytych punktów, W = Wygrane, WpD = Wygrane po dogrywce lub karnych, PpD = Porażki po dogrywce lub karnych, P = Porażki, G+ = Gole strzelone, G- = Gole stracone, +/- = bilans bramek